# قشلاق كندلو (ورغاهان)
قشلاق کندلو (بالفارسية: قشلاق کنه‌لو) هي منطقة سكنية تقع في إيران في قسم ورغاهان الریفي. يقدر عدد سكانها بـ 30 نسمة .